# Карлов Федір Васильович
Федір Васильович Карлов (нар. 14 (27) грудня 1901 — пом. 24 березня 1986) — радянський військовик, Герой Радянського Союзу (1944), у роки німецько-радянської війни командир 163-ї стрілецької дивізії (40-а армія 2-го Українського фронту).

## Біографія
Народився 14 (27) грудня 1901 року в селі Уродовка Старокозачої волості Єфремівського повіту Тульської губернії (нині село Заріччя Єфремівського району Тульської області). Росіянин. Закінчив 9 класів.
Учасник Громадянської війни. У Червоній армії проходив службу 1919—1922 роках і з 1932 року.
У 1924—1925 — міліціонер в Тульській області. З 1925 — командир відділення охорони на станціях Єлець (Липецька область) і Єфремов, в 1926—1932 — помічник інспектора і помічник начальника 1-ї частини дорожньо-транспортної відділу ОДПУ на Московсько-Курській залізниці.
З жовтня 1932 служив у військах НКВС помічником начальника штабу бригади та полку. У 1937 році закінчив Вищу прикордонну школу НКВС. Був на штабній роботі в Штабі Московського округу військ НКВС (1937—1939) і в Головному управлінні конвойних військ НКВС (1939—1941).
У 1941 році закінчив 2 курси вечірнього факультету Військової академії імені М. В. Фрунзе. У червні-серпні 1941року — начальник оперативного відділення штабу 41-ї бригади конвойних військ НКВС, що здійснювала охорону тилів Північного фронту.
Учасник війни: у вересні-листопаді 1941 — начальник розвідвідділу штабу 1-ї стрілецької дивізії НКВС (Ленінградський фронт). Брав участь в обороні Ленінграда. 5 листопада 1941 був контужений і направлений у госпіталь. З травня 1942 — начальник штабу, а в липні-грудні 1942 — командир 126-ї окремої стрілецької бригади. З грудня 1942 по січень 1943 року — командир 170-ї стрілецької дивізії (Північно-Західний фронт). Брав участь у боях в районі міст Стара Русса і Демянськ.
Із березня 1943 по травень 1945 року — командир 163-ї стрілецької дивізії (Воронезький, 1-й, 2-й і 3-й Українські фронти). Дивізія під його командуванням брала участь у Бєлгородсько-Харківськії операції, звільненні Лівобережної України, битві за Дніпро, Київських наступальної та оборонної, Житомирсько-Бердичівської, Корсунь-Шевченківської, Умансько-Ботошанської, Яссько-Кишинівській, Дебреценської, Будапештської, Балатонській та Віденської операціях. Дивізія під його командуванням на початку квітня 1944 року прорвала оборону противника в районі села Тинівка (Жашківський район Черкаської області України) і, переслідуючи противника, з боями пройшла 400 км. Потім дивізія успішно форсувала річки Південний Буг та Дністер, перейшла кордон з Румунією, форсувала річки Прут і Серет, звільнивши більше 800 населених пунктів і завдавши ворогові значних втрат.
17 травня 1944 полковнику Карлову Федору Васильовичу присвоєно звання Героя Радянського Союзу з врученням ордена Леніна і медалі «Золота зірка» (№. 1874)
Учасник радянсько-японської війни 1945 року у складі Забайкальського фронту. Брав участь у Хінгано-Мукденській операції.
Після війни до грудня 1945 року був військовим комендантом міста Чанчунь (провінція Гирін, Китай). У 1946—1947 — старший інспектор Інспекції Головного управління кадрів ЗС СРСР, в 1947—1949 — начальник відділу кадрів Главкомату військ Далекого Сходу (місто Хабаровськ). З 1949 — начальник Курсів удосконалення при Військовому інституті іноземних мов.
З грудня 1953 року генерал-майор Ф. В. Карлов у запасі. Жив у Москві. Помер 24 березня 1986. Похований на Долгопрудненському кладовищі в Москві.

## Інше
Автор спогадів «На огневых рубежах» (Київ, 1982).